# Gand-Wevelgem 2009
La Gand-Wevelgem 2009, settantesima edizione della corsa, si disputò l'8 aprile 2009 e venne vinta dal norvegese Edvald Boasson Hagen che concluse i 203 km del percorso in 5h00'31".

## Percorso
Lungo 203 km, prevedeva la partenza a Deinze per dirigersi poi verso ovest a Dixmude, passando per Tielt. Da qui verso nord, passando per Nieuwpoort e Koksijde, per tornare verso sud partendo da Furnes. Dopo aver superato Poperinge da ovest, arrivava ai monti delle Fiandre. Un circuito di 23 km permetteva di affrontare due volte il Monteberg ed il monte Kemmel. I 36 km restanti dopo la seconda ascesa del Kemmel portavano i corridori a Wevelgem passando per Menin.

## Squadre e corridori partecipanti
| N.      | Cod. | Squadra                |
| ------- | ---- | ---------------------- |
| 1-8     | RAB  | Rabobank               |
| 11-18   | QST  | Quick Step             |
| 21-28   | SIL  | Silence-Lotto          |
| 31-38   | ALM  | AG2R La Mondiale       |
| 41-48   | AST  | Astana Team            |
| 51-58   | BBO  | Bbox Bouygues Telecom  |
| 61-68   | GCE  | Caisse d'Epargne       |
| 71-78   | COF  | Cofidis                |
| 81-88   | EUS  | Euskaltel-Euskadi      |
| 91-98   | FDJ  | Française des Jeux     |
| 101-108 | FUJ  | Fuji-Servetto          |
| 111-118 | GRM  | Team Garmin-Slipstream |

| N.      | Cod. | Squadra                      |
| ------- | ---- | ---------------------------- |
| 121-128 | LAM  | Lampre-N.G.C.                |
| 131-138 | LIQ  | Liquigas                     |
| 141-148 | THR  | Team Columbia-High Road      |
| 151-158 | KAT  | Team Katusha                 |
| 161-168 | MRM  | Team Milram                  |
| 171-178 | SAX  | Team Saxo Bank               |
| 181-188 | CTT  | Cervélo TestTeam             |
| 191-198 | LAN  | Landbouwkrediet-Colnago      |
| 201-208 | SKS  | Skil-Shimano                 |
| 211-218 | TVL  | Topsport Vlaanderen-Mercator |
| 221-228 | VAC  | Vacansoleil Pro Cycling Team |
| 231-238 | VOR  | Vorarlberg-Corratec          |

## Resoconto degli eventi
La corsa, svoltasi in pessime condizioni atmosferiche (vento e pioggia lungo tutto il percorso), fu caratterizzata da una fuga di 32 partecipanti formatasi al decimo chilometro principalmente in seguito ad un'azione della Cervélo TestTeam, che infilò sei dei suoi corridori nel gruppo di testa. Il Team Columbia rispose con quattro atleti, tra cui il futuro vincitore. Il gruppo principale li lasciò andare senza imbastire alcun vero e proprio inseguimento.
Il gruppo di testa si spezzò in due tronconi al primo passaggio sul Kemmelberg e, dopo un attacco di Robbie McEwen, che da solo riuscì a rientrare sul primo gruppetto, arrivò l'attacco di Aljaksandr Kučynski, il quale si mosse con tempismo appena prima di affrontare la stessa salita per la seconda volta. Tornati sul Kemmelberg fu il turno di Edvald Boasson Hagen: il giovane norvegese attaccò il gruppo inseguitore e raggiunse Kučynski.
I due collaborarono fino al rettilineo finale, dove lo scandinavo fece valere la sua maggiore velocità e si aggiudicò per la prima volta la corsa, conquistando il trionfo più prestigioso dal suo passaggio al professionismo. Un ultimo tentativo di raggiungere i battistrada da parte di Andreas Klier, Matthew Goss e Mathew Hayman, partito a circa quindici chilometri dall'arrivo, fallì completamente, anche se l'iniziativa fruttò all'australiano Goss, vincitore del piccolo sprint per la terza piazza, un posto sul podio conclusivo.

## Ordine d'arrivo (Top 10)
| Pos. | Corridore           | Squadra   | Tempo    |
| ---- | ------------------- | --------- | -------- |
| 1    | E. Boasson Hagen    | Columbia  | 5h00'31" |
| 2    | Aljaksandr Kučynski | Liquigas  | a 2"     |
| 3    | Matthew Goss        | Saxo Bank | a 52"    |
| 4    | Mathew Hayman       | Rabobank  | s.t.     |
| 5    | Andreas Klier       | Cervélo   | a 55"    |
| 6    | Koldo Fernández     | Euskaltel | a 1'47"  |
| 7    | Marcus Burghardt    | Columbia  | a 2'12"  |
| 8    | Tom Leezer          | Rabobank  | s.t.     |
| 9    | Manuel Quinziato    | Liquigas  | s.t.     |
| 10   | Jeremy Hunt         | Cervélo   | s.t.     |

## Punteggi UCI
| Pos. | Corridore           | Squadra   | Punti |
| ---- | ------------------- | --------- | ----- |
| 1    | E. Boasson Hagen    | Columbia  | 80    |
| 2    | Aljaksandr Kučynski | Liquigas  | 60    |
| 3    | Matthew Goss        | Saxo Bank | 50    |
| 4    | Mathew Hayman       | Rabobank  | 40    |
| 5    | Andreas Klier       | Cervélo   | 30    |
| 6    | Koldo Fernández     | Euskaltel | 22    |
| 7    | Marcus Burghardt    | Columbia  | 14    |
| 8    | Tom Leezer          | Rabobank  | 10    |
| 9    | Manuel Quinziato    | Liquigas  | 6     |
| 10   | Jeremy Hunt         | Cervélo   | 2     |

| Pos. | Squadra                 | Punti |
| ---- | ----------------------- | ----- |
| 1    | Team Columbia-High Road | 94    |
| 2    | Liquigas                | 66    |
| 3    | Team Saxo Bank          | 50    |
| 4    | Rabobank                | 50    |
| 5    | Cervélo TestTeam        | 32    |
| 6    | Euskaltel-Euskadi       | 22    |

| Pos. | Squadra     | Punti |
| ---- | ----------- | ----- |
| 1    | Australia   | 90    |
| 2    | Norvegia    | 80    |
| 3    | Bielorussia | 60    |
| 4    | Germania    | 44    |
| 5    | Spagna      | 22    |
| 6    | Paesi Bassi | 10    |
| 7    | Italia      | 6     |
| 8    | Regno Unito | 2     |